# Stan Collymore
Stanley Victor "Stan" Collymore (Stone, Staffordshire, 22 de gener de 1971) és un futbolista britànic retirat que estigué en el futbol actiu entre 1990 i 2001.